# Canibek Giray
Canibek Giray, född okänt år, död 1636, var Krimkhanatets khan 1610–1623 och 1628–1635. 